# Hamza Bencherif
Hamza Bencherif (* 9. Februar 1988 in Paris) ist ein algerischer Fußballspieler, der seit 2011 bei Notts County unter Vertrag steht.

## Vereinskarriere

### Anfänge in Frankreich und erste Erfahrungen im League football
Der flexibel einsetzbare Algerier, der bevorzugt als Innenverteidiger und im Mittelfeld agiert, begann seine Karriere in Frankreich bei EA Guingamp. Im Januar 2007 nahm ihn der englische Traditionsverein Nottingham Forest unter Vertrag. Bei den Reds wurde er in die Reservemannschaft geschickt und in seiner Debütspielzeit dort eingesetzt. Im Oktober 2007 folgte ein erster Wechsel auf Leihbasis zum Viertligisten Lincoln City F.C., der vorerst für einen Monat befristet terminiert wurde. Am 2. Oktober 2007 absolvierte Bencherif seine erste Partie in einer Profiliga, als er im Auswärtsspiel beim FC Bury in der Startformation der Imps stand und in der 68. Minute durch Adie Moses ersetzt wurde. Bis Ende Oktober folgten drei weitere Einsätze in der Football League Two und ein Einsatz des Algeriers in der FA Trophy. Lincoln City einigte sich daraufhin mit Nottingham Forest, Bencherif für einen weiteren Monat leihweise in Lincoln zu parken. Am 6. November, bei seinem sechsten Einsatz in der vierthöchsten englischen Liga, gelang dem Algerier im Heimspiel gegen den FC Chesterfield sein erster Torerfolg. In der 67. Minute traf er zum 2:4-Endstand, zuvor erzielte Jack Lester einen Hattrick für Chesterfield.

### Rückkehr nach Nottingham und Unterschrift bei Macclesfield Town
Nach seiner erneuten Rückkehr zu Nottingham Forest, die inzwischen nach der Saison 2007/08 als Zweitplatzierte der Football League One die Rückkehr in die Football League Championship realisierten, rückte Bencherif zur Spielzeit 2008/09 in den Profikader der Garibaldi Reds auf. Da die Viererkette des Teams mit Luke Chambers, Wes Morgan, James Perch und Kelvin Wilson ansprechend besetzt war, fand er jedoch keine Berücksichtigung in den Plänen von Cheftrainer Colin Calderwood und seines Nachfolgers Billy Davies. Im Mai 2009 entschied Nottingham Forest seinen Vertrag nicht zu verlängern. Zwei Monate später einigte sich Bencherif mit dem Viertligisten Macclesfield Town auf eine Zusammenarbeit und unterzeichnete einen auf ein Jahr befristeten Vertrag bei den Silkmen.

### Folgezeit im Ligabetrieb der League Two bei Macclesfield Town
Zusammen mit dem zuvor ebenfalls bei Nottingham Forest unter Vertrag stehenden Angreifer Emile Sinclair, der im Frühjahr 2009 bereits als Leihspieler bei Macclesfield Town spielte, stand Bencherif am 8. August 2009 beim torlosen Unentschieden im Auswärtsspiel bei Northampton Town erstmals in der Startformation. Zehn Tage später erzielte der diesmal als Mittelfeldakteur aufgebotene Algerier im Heimspiel gegen Port Vale seinen ersten Treffer für seinen neuen Arbeitgeber. Sein Tor in der 68. Minute führte zum 2:0-Endstand für Macclesfield Town. Am 26. September schoss er im Heimspiel gegen Torquay United erstmals in seiner Karriere zwei Treffer in einer Partie und führte seine Mannschaft zum 2:1-Sieg. Bis am 5. Dezember absolvierte er insgesamt 19 Ligapartien für Macclesfield Town und traf fünfmal ins gegnerische Tor, bevor ihn eine langwierige Verletzung bis zum Saisonende außer Gefecht setzte. Im Mai 2010 einigte er sich mit dem Verein auf eine Verlängerung seines auslaufenden Vertrages bis Ende Juni 2011. Die Mannschaft belegte zum Saisonende 2009/10 den 19. Platz in der Football League Two und sicherte sich mit 54 Zählern und zehn Punkten Vorsprung auf den ersten Absteiger Grimsby Town den Ligaerhalt.

### Wechsel zum Drittligisten Notts County
Am 23. Juni 2011 wechselte er zum Drittligisten Notts County und kehrte damit nach Nottingham zurück.

## Nationalmannschaft
Bencherif trat international für sein Heimatland Algerien in Erscheinung, für welches er in der U-20-Auswahl antrat.